# Здоровец, Денис Богданович
Денис Богданович Здоровец (укр. Денис Богданович Здоровець; 1994, Киев — 2016, Авдеевка) — украинский регбист, младший сержант ВСУ.

## Биография
Родился 25 сентября 1994 года в Киеве.
Окончил 9 классов школы в 2010 году, после чего поступил в Деснянский экономико-правовой техникум при МАУП. Позже заочно учился в Деснянском институте МАУП, работал помощником народного депутата Украины. Воспитанник ДЮСШ киевского регби, играл до 2014 года за киевский клуб «Авиатор» и за молодёжную сборную Центрального региона.
27 февраля 2016 года Здоровец заключил с Вооружёнными силами Украины трёхлетний контракт, пребывал до 29 апреля в 169-м учебном центре (в/ч А0665, полигон в пгт Десна Козелецкого района Черниговской области) на учениях. Службу проходил в 1-м механизированном батальоне 72-й отдельной механизированной бригады (в/ч А2167, Белая Церковь, Киевская область), был стрелком-санитаром взвода. С весны того же года участник боёв в зоне антитеррористической операции на юго-востоке Украины.
3 ноября 2016 года около 19:00 Здоровец погиб в промзоне Авдеевки в результате прямого попадания 120-мм мины в окоп. Похоронен 9 ноября 2016 года на Берковецком кладбище города Киев.
Указом Президента Украины № 522/2016 от 25 сентября 2016 года награждён орденом «За мужество» III степени посмертно.